# Particle Physics and Astronomy Research Council
Das Particle Physics and Astronomy Research Council (PPARC) war eine britische Organisation zur Verwaltung und Förderung der Forschung in der Elementarteilchenphysik und in der Astronomie einschließlich der Erforschung des Sonnensystems.
PPARC ging 1994 aus dem Science and Engineering Research Council hervor. Neben seinen Förderaufgaben betrieb es das britische Astronomietechnologiezentrum in Edinburgh sowie die 
Isaac Newton Group of Telescopes am Roque-de-los-Muchachos-Observatorium und das Joint Astronomy Centre JAC auf Hawaii mit Teleskopen am Mauna-Kea-Observatorium.
Im April 2007 wurde PPARC mit dem Council for the Central Laboratory of the Research Councils (CCLRC) zum Science and Technology Facilities Council (STFC) verschmolzen.